# Rosane Budag
Rosane Sibele Budag (Blumenau, 27 de agosto de 1973) é uma atiradora esportiva brasileira.
Rosane foi bailarina clássica e executiva de uma multinacional em Joinville, SC, antes de se dedicar ao tiro desportivo. Começou a praticar o esporte após o nascimento do seu segundo filho. Integrante da Sociedade Desportiva e Cultural Cruzeiro Joinvillense, Rosane é a atual primeira colocada no ranking nacional nas três modalidades que pratica: carabina de ar, carabina deitada e carabina três posições.
Participou dos Jogos Pan-Americanos de 2011 em Guadalajara, no México, e dos Jogos Pan-Americanos de 2015 em Toronto, no Canadá. Atual campeã e recordista sul-americana de carabina três posições e da carabina deitada respectivamente. Integrou a delegação brasileira na Rio 2016.
Rosane é prima da Miss Brasil 1975, Ingrid Budag.